# Pandemia de COVID-19 în Rusia
Pandemia de coronaviroză (COVID-19) din Rusia este o pandemie în curs de desfășurare pe teritoriul Rusiei cauzată de noul coronavirus 2019-nCoV (SARS-CoV-2), virus care provoacă o infecție numită COVID-19, care poate fi asimptomatică, ușoară, moderată sau severă. Infecția severă include o pneumonie atipică severă manifestată clinic prin sindromul de detresă respiratorie acută.
Primul caz de infecție în Rusia cu noul coronavirus COVID-19 a fost confirmat la 31 ianuarie 2020. Au fost de fapt două cazuri, unul la Tiumen, altul în Cita, Ținutul Transbaikal, în ambele cazuri fiind vorba de cetățeni chinezi, aceștia între timp s-au vindecat.
Site-ul oficial stopkoronavirus.ru a fost creat în Rusia pentru a informa despre lupta împotriva virusului și recomandări pentru populație. La 21 martie indica un număr de 306 de cazuri de infecție, 16 persoane recuperate și inexistența victimelor.
O serie de măsuri au fost luate pentru a preveni răspândirea infecției. Numeroase persoane sunt monitorizate, în cazul detectării simptomelor infecțiilor virale respiratorii acute, se realizează izolarea, spitalizarea și identificarea agentului patogen. Pentru persoanele care nu pot fi izolate acasă, există facilități speciale cu paturi pentru izolare și supraveghere.
Liderul Uniunii Doctorilor a susținut că oficialii din Rusia ascund decesele provocate de noul coronavirus, clasificându-le drept cauzate de pneumonie.
La 19 martie 2020, Rusia a anunțat primul deces provocat de coronavirus. Este vorba de o femeie în vârstă de 79 de ani. După autopsie, autoritățile ruse au schimbat cauza decesului, dând vina pe detașarea trombului care ar fi cauzat decesul. Primarul Moscovei, Serghei Sobianin, a reacționat în legătură cu acest deces, punându-l pe seama unui cheag de sânge într-un mesaj postat pe Twitter.
Numeroși ruși, potrivit jurnalistei Anna Nemțova, ar suspecta că autoritățile nu spun care este numărul real de infecții în țară, datorită apropiatului referendum pentru modificarea Constituției, un vot popular programat la 22 aprilie 2020 care i-ar garanta lui Vladimir Putin să devină președinte pe viață.
La 21 martie 2020, în Federația Rusă erau 306 cazuri confirmate de coronaviroză (COVID-19), din care 16 pacienți s-au vindecat, oficial nu a fost întregistrat niciun deces.

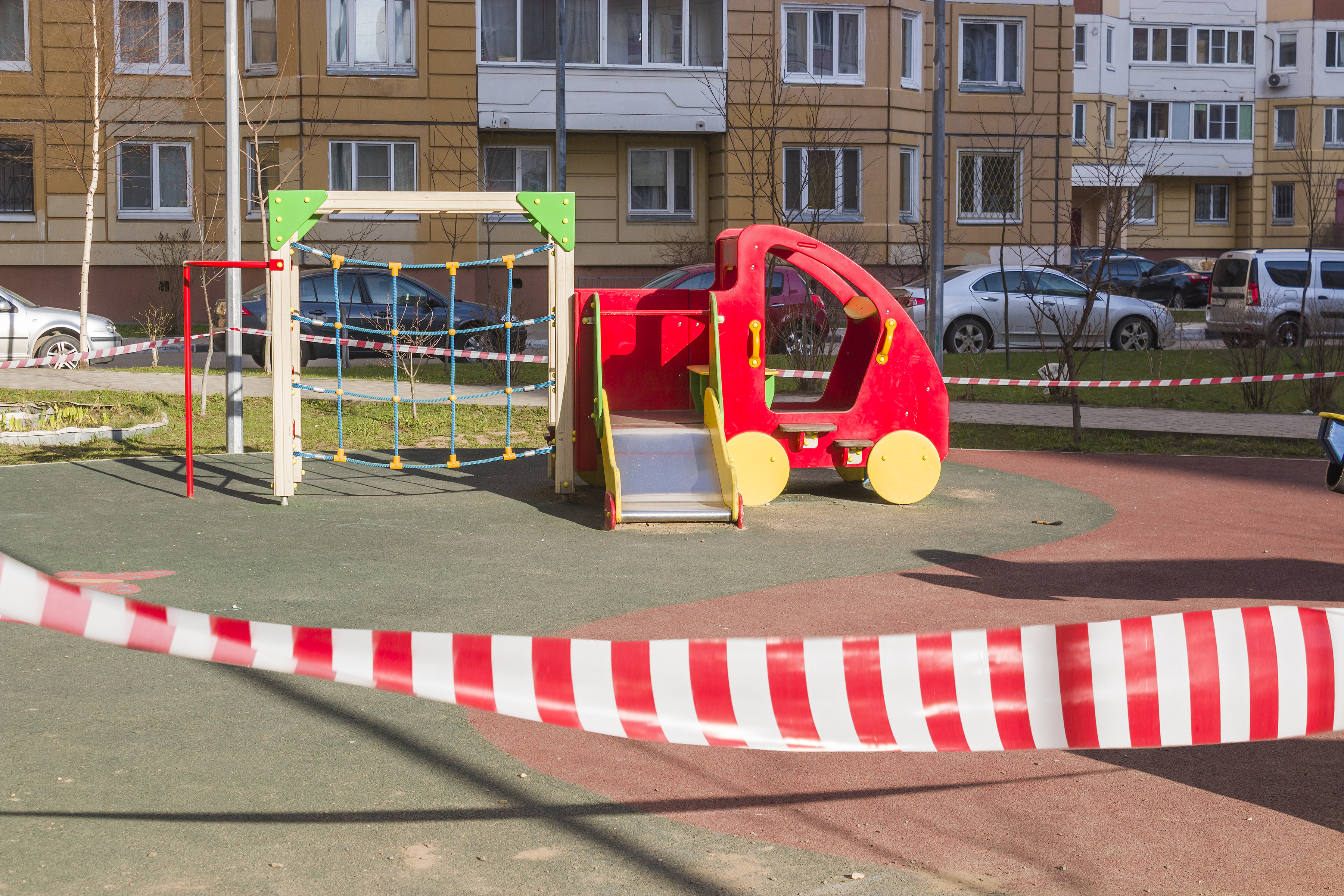
Loc de joacă închis pentru carantină, 7 aprilie 2020
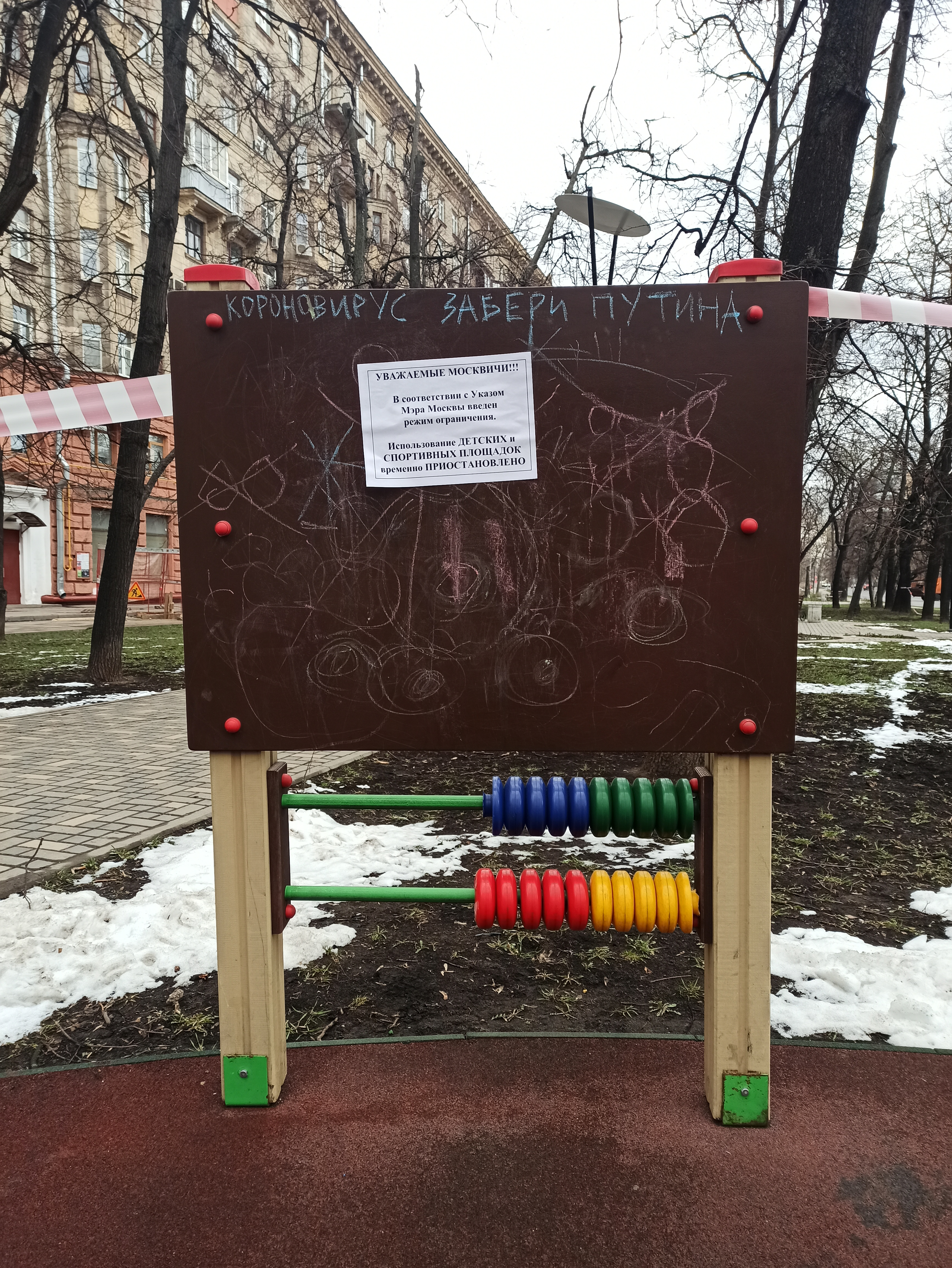
Board pentru desen cu anunțul închiderii locului de joacă din Moscova. 2 aprilie 2020
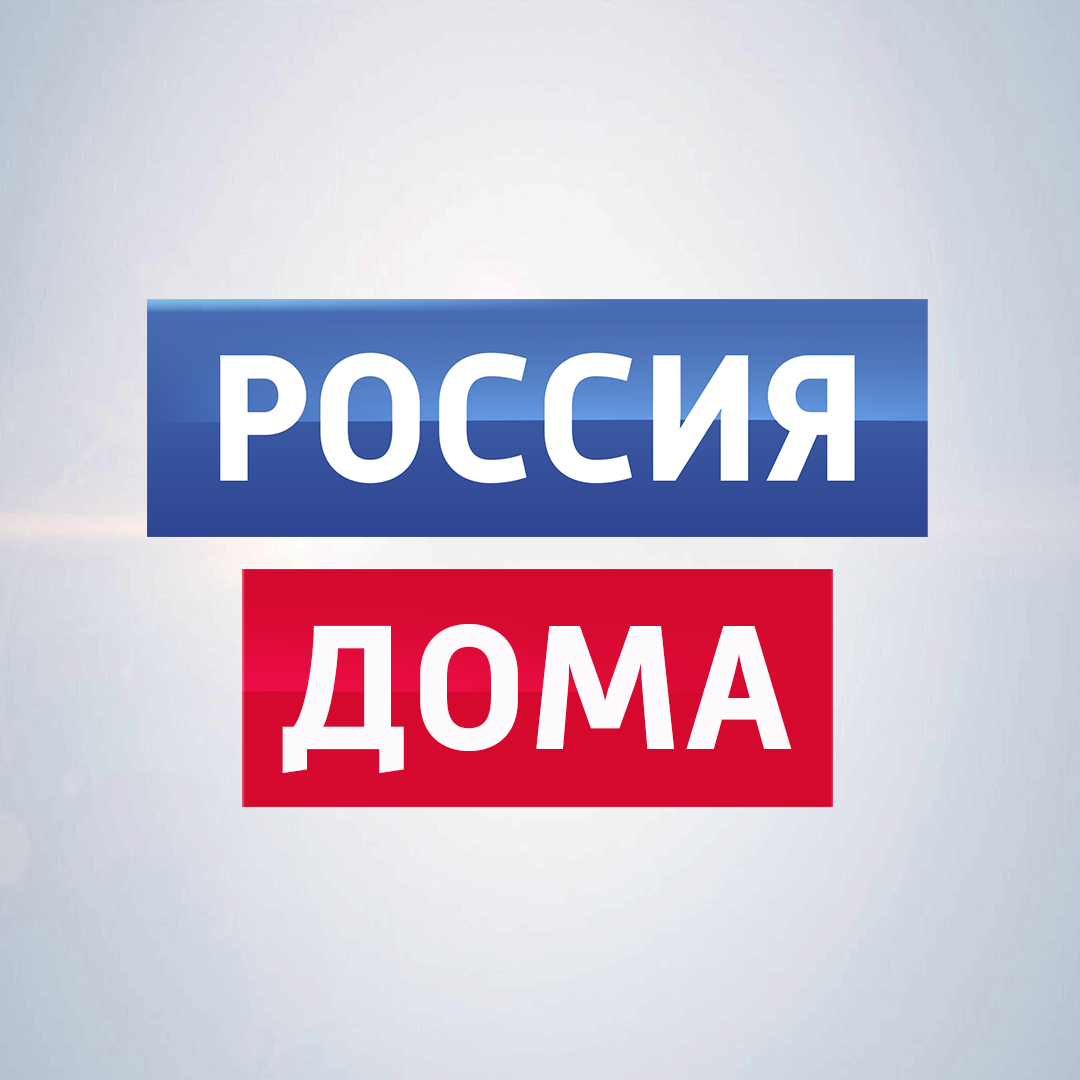
Sigla canalului Russia-1 în timpul pandemiei